# (2305) King
(2305) King (1980 RJ1) – planetoida z pasa głównego asteroid okrążająca Słońce w ciągu 4,66 lat w średniej odległości 2,79 au. Odkryta 12 września 1980 roku.